# 单链DNA结合蛋白
单链DNA结合蛋白（Single-stranded DNA-binding protein，缩写SSB或SSBP）又称单链结合蛋白，是专门负责与DNA单链区域结合的一种蛋白质，为DNA复制、重组和修复所必需的成分。

## 功能
1. 防止两条互补单链再次结合为双螺旋，维持单链状态。
2. 防止单链区域形成链内二级结构。
3. 保护单链区域，防止被核酸酶水解。
4. 刺激某些酶的活性。
5. 其他功能。